# Tower of Terror (Gold Reef City)
Der Tower of Terror (deutsch: „Turm des Terrors“) im Freizeitpark Gold Reef City im Süden von Johannesburg (Südafrika) ist eine Stahlachterbahn, die im Dezember 2001 eröffnete. Sie war von 2005 bis 2007 wegen Umbauarbeiten geschlossen. Die Achterbahn wurde von Ronald Bussink konstruiert und von lokalen Unternehmen hergestellt.
Der Turm der Bahn ist ein ehemaliger Förderturm von einem etwa fünf Kilometer entfernten Goldbergwerk. Der Senkrechtlift zieht die Wagen in 34 m Höhe. Die 50 m hohe Abfahrt führt 15 m unter die Erdoberfläche. Dabei erreicht der Wagen eine Höchstgeschwindigkeit von 95 km/h und es wirkten Fliehkräfte von 6,3 g auf die Mitfahrenden. Der Tower of Terror besitzt einzelne Wagen. In jedem Wagen können acht Personen (zwei Reihen à vier Personen) Platz nehmen.
In der Zeit von 2005 bis April 2007 war die Bahn geschlossen und der 45°-Lifthill wurde gegen einen vertikalen Aufzug ausgetauscht und neue Wagen beschafft.
Hinzu kommt, dass nach der Überholung nur noch 4,5 g auf den Mitfahrenden herrschen.